# 汉安
汉安（元年：142年 - 末年：144年四月）是东汉皇帝汉顺帝刘保的第四个年号。汉朝使用这个年号时间共计3年。汉安三年四月改元建康元年。

## 纪年
| 汉安 | 元年  | 二年  | 三年  |
| ---- | ----- | ----- | ----- |
| 公元 | 142年 | 143年 | 144年 |
| 干支 | 壬午  | 癸未  | 甲申  |

## 参看
- 中国年号列表

| 前一年號： 永和 | 中国年号 | 下一年號： 建康 |